# Davoli
Davoli is een gemeente in de Italiaanse provincie Catanzaro (regio Calabrië) en telt 5324 inwoners (31-12-2004). De oppervlakte bedraagt 25,7 km², de bevolkingsdichtheid is 203,6 inwoners per km².

## Demografie
Davoli telt ongeveer 1825 huishoudens. Het aantal inwoners steeg in de periode 1991-2001 met 5,7% volgens cijfers uit de tienjaarlijkse volkstellingen van ISTAT.
| Jaar | Inwoneraantal |
| ---- | ------------- |
| 1991 | 4954          |
| 2001 | 5238          |

## Geografie
Davoli grenst aan de volgende gemeenten: Cardinale, San Sostene, Satriano.
Albi · Amaroni · Amato · Andali · Argusto · Badolato · Belcastro · Borgia · Botricello · Caraffa di Catanzaro · Cardinale · Carlopoli · Catanzaro · Cenadi · Centrache · Cerva · Chiaravalle Centrale · Cicala · Conflenti · Cortale · Cropani · Curinga · Davoli · Decollatura · Falerna · Feroleto Antico · Fossato Serralta · Gagliato · Gasperina · Gimigliano · Girifalco · Gizzeria · Guardavalle · Isca sullo Ionio · Jacurso · Lamezia Terme · Magisano · Maida · Marcedusa · Marcellinara · Martirano · Martirano Lombardo · Miglierina · Montauro · Montepaone · Motta Santa Lucia · Nocera Terinese · Olivadi · Palermiti · Pentone · Petrizzi · Petronà · Pianopoli · Platania · San Floro · San Mango d'Aquino · San Pietro Apostolo · San Pietro a Maida · San Sostene · San Vito sullo Ionio · Sant'Andrea Apostolo dello Ionio · Santa Caterina dello Ionio · Satriano · Sellia · Sellia Marina · Serrastretta · Sersale · Settingiano · Simeri Crichi · Sorbo San Basile · Soverato · Soveria Mannelli · Soveria Simeri · Squillace · Stalettì · Taverna · Tiriolo · Torre di Ruggiero · Vallefiorita · Zagarise
1. ↑  https://demo.istat.it/?l=it.